# Роберт Гофштеттер
Роберт Жюльєн Гофштеттер (Robert Julien Hoffstetter; 11 червня 1908 — 29 грудня 1999) — французький герпетолог, палеонтолог і систематик 20-го століття, який мав великий вплив на класифікацію рептилій. Він окреслив родини змій Bolyeriidae та Madtsoiidae, хоча більша частина його досліджень була зосереджена на третинній фауні ссавців Південної Америки.

## Біографія
Між 1946 і 1953 роками Гофштеттер перебував в Еквадорі і здійснив численні експедиції в Перу і Болівію . У Болівії він був першим палеонтологом, який сприяв дослідженню викопних останків третинної фауни ссавців у Салла-Лурібай, Кебрада Гонда та Ачірі. Крім того, він був одним із учених, які вивчали перших приматів і гризунів Південної Америки. У 1946 році Гофштеттер описав родину змій Bolyeriidae, а в 1957 році — рід динозаврів Lexovisaurus. У 1950-х роках Гофштеттер написав одне з перших систематичних досліджень змій, яке враховувало вимерлі види. Крім того, Гофштеттер був експертом у палеобіогеографії приматів, гризунів і сумчастих.
Гоффштеттер був директором Національного центру наукових досліджень (Centre National de la Recherche Scientifique), а в 1972 році очолив Лабораторію палеонтології хребетних та палеантропології (Laboratoire de Paléontologie des Vertébrés et Paléontologie humaine) в Парижі. Крім того, він викладав як професор палеонтології та зоології хребетних в Університеті П'єра і Марії Кюрі.

## Епоніми
Кілька викопних таксонів були названі на честь Гофштеттера, зокрема Hoffstetterius imperator, Archaeotrogon hoffstetteri, Cadurciguana hoffstetteri, Sallacyon hoffstetteri, Becklesius hoffstetteri, Palaeotragus hoffstetteri та Euryzygomatomys hoffstetteri.

## Вибрані праці
- Faune du gisement précolombien d'Anse-Belleville: Reptiles, 1946
- Les mammifères pléistocènes de la république de l'Equateur, 1952
- Notice sur les titres et travaux scientifiques, 1955
- Contribution à l'étude des Orophodontoidea, gravigrades cuirassés de la Patagonie, 1956
- Le gisement de ternifine, 1963
- Historique et géologie, 1963
- Révision des Artiodactyles de l'Eocène moyen de Lissieu (Rhône), 1972
- Rongeurs caviomorphes de l'Oligocène de Bolivie, 1976
- Phylogenie et Paleobiogeographie, 1982